# Tapferkeit

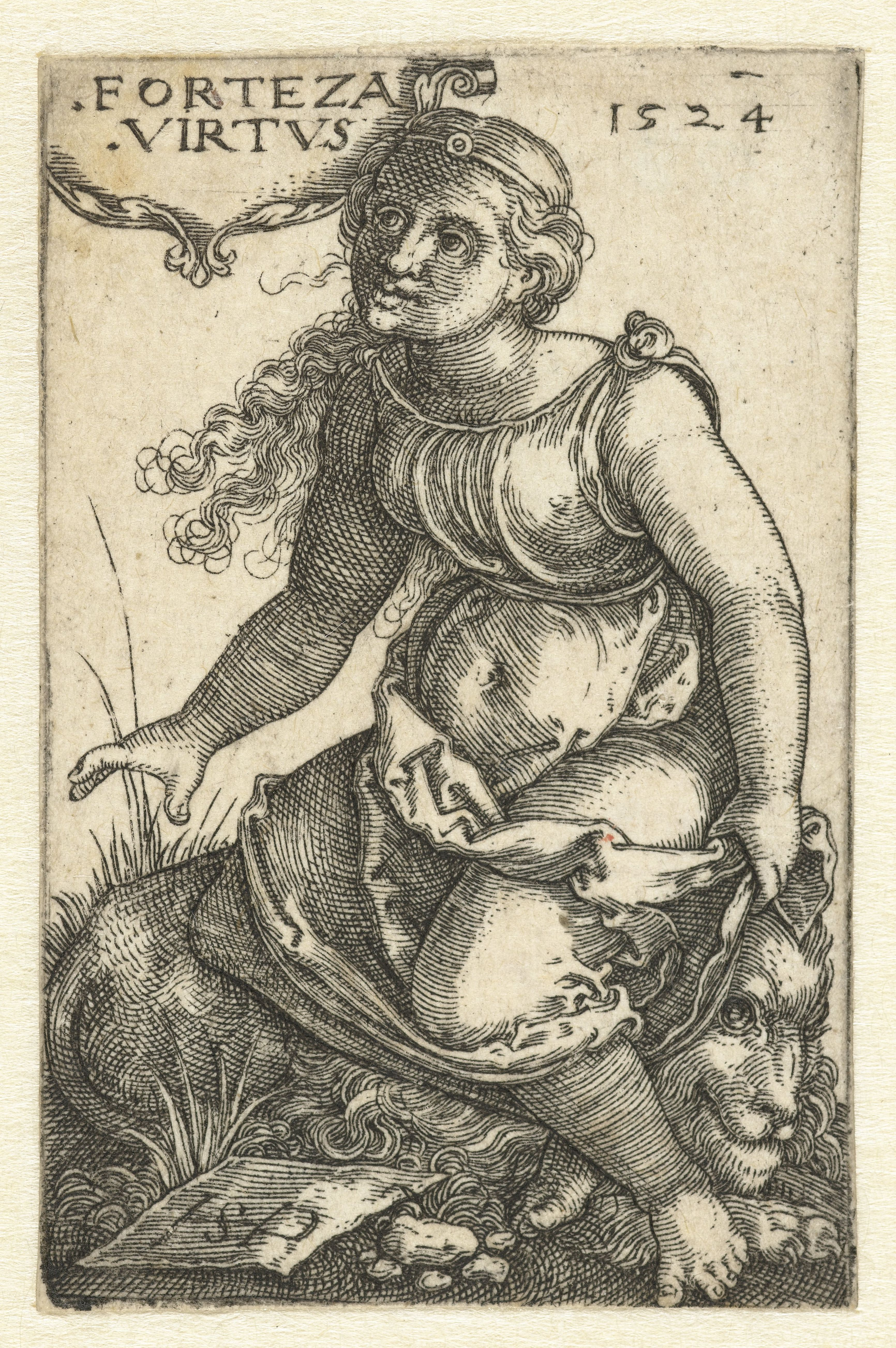
Die Tapferkeit (allegorische Darstellung von 1524)

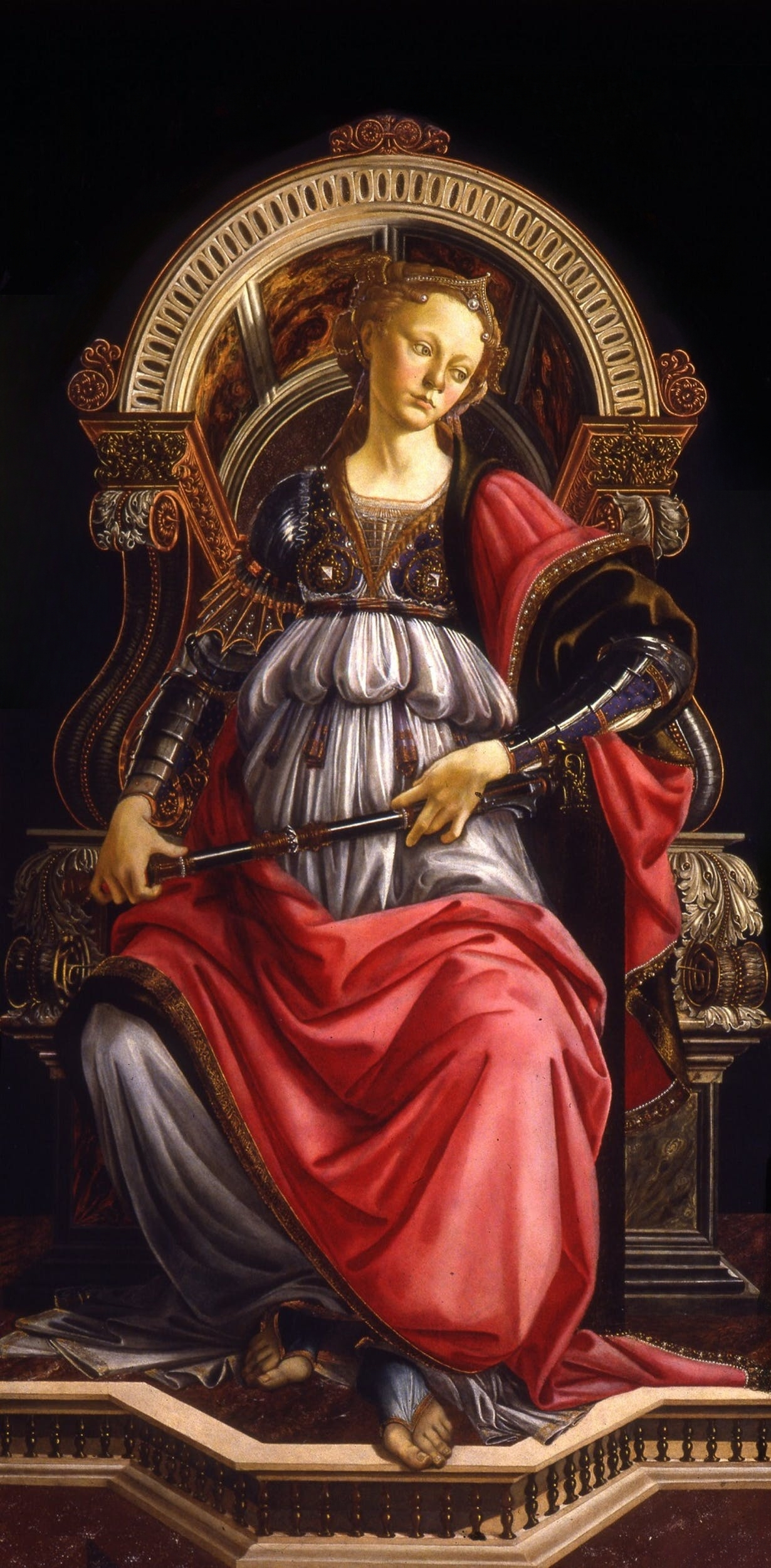
Fortitudo, Personifikation der Tapferkeit von Sandro Botticelli (vor 1472)

Tapferkeit ist die Fähigkeit, in einer schwierigen, mit Nachteilen verbundenen Situation trotz Rückschlägen durchzuhalten. Sie setzt Leidensfähigkeit voraus und ist meist mit der Überzeugung verbunden, für übergeordnete Werte zu kämpfen. Der Tapfere ist bereit, ohne Garantie für die eigene Unversehrtheit einen Konflikt durchzustehen oder einer Gefahr zu begegnen. Oft – aber nicht notwendigerweise – will er damit einen glücklichen Ausgang herbeiführen. Im heutigen Sprachgebrauch werden „Mut und Tapferkeit“ bisweilen auch als Begriffspaar verwendet, um zwei verschiedene Aspekte einer komplexen Charaktereinstellung zu kennzeichnen.

## Etymologie
Das Adjektiv tapfer ist aus dem althochdeutschen taphar entstanden, das ab dem 10. Jahrhundert belegt ist und „schwer“, „gewichtig“ bedeutet. Die indoeuropäische Wurzel hatte wohl die Bedeutung „dick“, „fest“, „gedrungen“. Das mittelhochdeutsche tapfer oder dapfer erhielt zusätzlich die übertragenen Bedeutungen „wichtig“, „bedeutend“, „ansehnlich“ sowie „tüchtig“ und später auch „furchtlos“, „kühn“, „mutig“. Im Neuhochdeutschen setzte sich die letztere Verwendung durch. Seit dem 15. Jahrhundert ist das Substantiv Tapferkeit (frühneuhochdeutsch auch Tapfrigkeit) belegt, dessen ursprüngliche Bedeutung „Schwere“, „Stärke“, „Wichtigkeit“, „Bedeutung“, „Würde“ war. Daraus entwickelte sich die moderne Verwendung des Ausdrucks („Kühnheit“, „Mut“, „unerschrockenes Verhalten“).

## Phänomengeschichte

### Griechische Antike
Der in der deutschen Sprache seit der alt- und mittelhochdeutschen Heldendichtung bekannte Begriff „Tapferkeit“ hat seine gedanklichen Vorläufer bereits in der klassischen Antike:
In der altgriechischen adligen Kriegergesellschaft, wie sie der Dichter Homer in der Ilias beschreibt, findet der Begriff ἀνδρεία (andreía) (wörtlich ‚Mannhaftigkeit‘) Verwendung für einen Menschen, der sich durch damals hoch im Kurs stehende männliche Tugenden auszeichnete. ἀνδρεία ist wörtlich die ‚Männlichkeit‘, d. h. die Tugend, durch die ein Mann beweist, dass er ein achtenswerter Mann (ἀνήρ) ist.
Diese Auszeichnung wurde schon in der Heldendichtung als ein Komplex herausragender physischer wie charakterlicher Eigenschaften gedacht, die einen erfolgreichen Krieger ausmachten.
Mit dem Auftreten der ersten Philosophen und einer entsprechenden Reflexion auf ethischer Basis erfuhr der Begriff eine inhaltliche Erweiterung, die auch den zivilen Bereich einbezog und neben Kriegshelden wie Alkibiades auch Menschen wie den furchtlos das über ihn verhängte Todesurteil annehmenden Altphilosophen Sokrates einschloss: Wer die ἀνδρεία aufwies, galt als ἀνδρεῖος (mannhaft, furchtlos, tüchtig) und konnte als  „ὁ ἀνδρεῖος“ (der Mannhafte, Tüchtige) bezeichnet werden.
Seit Platon zählt die ἀνδρεία zu den Grundtugenden. Auch für seinen Schüler Aristoteles ist die ἀνδρεία (andreía) eine ethisch wertvolle Eigenschaft, eine ἀρετή (aretḗ). Seine  Mesotes-Lehre  definiert ἀνδρεία als eine Tugend der Mitte, die unter der Kontrolle der σωφροσύνη (= Besonnenheit) steht.
Das von Platon in seiner Politeia fixierte Schema der Kardinaltugenden spielt bei Aristoteles keine Rolle.
Sinn der ἀνδρεία, die bei Aristoteles auch Mut und Tapferkeit einschließt, ist die Verwirklichung des Guten: Der Tapfere ist unerschrocken nach dem Maße des Menschen. Er wird nun auch die menschlicherweise furchterregenden Dinge fürchten; aber so wie es Pflicht ist und wie es die Vernunft will, wird er sie tragen um des Guten willen.
Nach Aristoteles hält der Mannhafte (ὁ ἀνδρεῖος) dem Furchtbaren trotz Furcht stand, indem er sich weder von einem Zuviel noch von einem Zuwenig an Furcht beirren lässt. Das Furchtbarste ist aber der Tod.

### Römische Antike
Der griechische Begriff der ἀνδρεία vererbte sich als virtus (männliche Tugend) in die römische Antike. Mit den Feldherren wie Cäsar und Historikern wie Tacitus kam angesichts des unterschiedlichen Verhaltens der Kämpfenden im Kampfgeschehen die Notwendigkeit der Differenzierung zwischen audacia (Wagemut, Kühnheit) und fortitudo (Tapferkeit) in die Sprachgebung, die sich bis in das lateinisch sprechende gelehrte Mittelalter hielt.
Im Wortstamm von virtus ist lateinisch vir – Mann enthalten, weshalb sie eigentlich nur als maskuline Eigenschaft gedacht wurde. Hierüber machte sich der Dichter Ovid in seiner Ars amatoria lustig, wenn er betont: „ipsa quoque et cultu est et nomine femina virtus“ – „die Virtus selbst ist nach Kleidung und Name eine Frau“.

### Höfisches Mittelalter
In den Heldenepen des höfischen Mittelalters finden sich bereits Übersetzungen des lateinischen Begriffs und eigene Wortschöpfungen zu dem Phänomen Tapferkeit: So kennzeichnet der Dichter des Nibelungenliedes den heldenhaften Widerstandswillen der Burgunder bei dem aussichtslosen Endkampf gegen eine hunnische Übermacht als manheit (= ‚Mannhaftigkeit‘, ‚Tapferkeit‘). Daneben taucht das Adjektiv tapfer auf, das die mannhafte Standhaftigkeit des Kriegers gegen die ihm von seinen Peinigern zugefügten Schmerzen ausdrückt.

### Neuzeit
Im neuzeitlichen Sprachgebrauch vollzog sich entsprechend der lateinischen und deutschen Sprachtradition mit der althochdeutschen und mittelhochdeutschen Heldendichtung eine größere Differenzierung des Begriffsfeldes, insbesondere auch eine deutliche Unterscheidung zwischen den Begriffsinhalten „Mut“ und „Tapferkeit“:
So knüpft der Religionsphilosoph Josef Pieper an die antike Tradition an und übernimmt die Tapferkeit als Kardinaltugend auch in die christliche Sittenlehre. Er charakterisiert sie als die Fähigkeit, eine Verwundung hinnehmen zu können. Die äußerste und tiefste Verwundung sei der Tod. Daher sei im Christentum das Martyrium, das „Blutzeugnis“, die eigentliche und höchste Tat der Tapferkeit; ohne die Bereitschaft zum Martyrium gebe es keine christliche Tapferkeit.
Der Wagnisforscher Siegbert A. Warwitz differenziert ebenfalls im Sinne der lateinischen und deutschen Begriffstradition: Der Begriff Tapferkeit (...) bezeichnet die Fähigkeit, Schmerzen erdulden zu können, ohne wehleidig zu werden. Stellt Wagemut eine Initiativkraft dar, die befähigt, trotz Bedrohung und Angst ein Wagnis einzugehen, so äußert sich in der Tapferkeit eine Dulderkraft, die es ermöglicht, die Gefahren standhaft durchzustehen. Mut ist mit Kühnheit und Tapferkeit mit Leidensfähigkeit ausgestattet. Mut (audacia) und Tapferkeit (fortitudo) werden als inhaltlich klar unterscheidbare Begriffe gesehen, die sich in der Lebenswirklichkeit nicht immer verbunden zeigen: Es gibt den Mut, eine gefährliche Aufgabe anzugehen, ohne die Folgehandlung Tapferkeit, die beim Durchstehen bei Rückschlägen gefragt ist. Es gibt daneben die Tapferkeit, die – ohne das Erfordernis von Mut – eine starke Dulderkraft verlangt, etwa bei der Eröffnung einer tödlichen Krankheit oder Querschnittslähmung. In der idealen Forderung folgt dem Mut die Tapferkeit. Beide werden dann im Sprachgebrauch als Begriffspaar „Mut und Tapferkeit“ verwendet.

## Auszeichnungen für Tapferkeit (Auswahl)
- Die deutsche Bundeswehr verleiht seit 2009 das Ehrenkreuz der Bundeswehr für Tapferkeit an Soldaten, die durch ihr Verhalten (im Gefecht) „das normale Maß der Grundtapferkeit deutlich überschritten“ haben. Außerdem existiert eine Sonderstufe des Ehrenkreuzes der Bundeswehr für besondere Leistungen unter Gefahr für das eigene Leben. Historisch war seit 1813 das Eiserne Kreuz (in mehreren Klassen) die bekannteste deutsche Tapferkeitsauszeichnung; daneben existierten sowohl Tapferkeitsauszeichnungen der deutschen Staaten („Pour le Mérite“, „Ritterkreuz des Hausordens von Hohenzollern mit Schwertern“) als auch weitere nationale.
- Das Victoria Cross (deutsch: „Victoria-Kreuz“) ist die höchste Kriegsauszeichnung der Streitkräfte des Vereinigten Königreichs und einiger Staaten des Commonwealth. Es wird für herausragende Tapferkeit im Angesicht des Feindes verliehen. Danach rangiert das „George Cross“ als Auszeichnung für Tapferkeit ohne unmittelbaren Gefechtsbezug.
- Die höchste amerikanische Tapferkeitsauszeichnung ist die „Medal of Honor“, in der „Auszeichnungshierarchie“ gefolgt von den teilstreitkraftspezifischen Auszeichnungen „Distinguished Service Cross“, „Navy Cross“, „Air Force Cross“, „Coast Guard Cross“ sowie nachfolgend „Silver Star“ und „Bronze Star“.
- Die finnischen Streitkräfte kennen das „Mannerheim-Kreuz“, das zuletzt im Zweiten Weltkrieg verliehen wurde.
- In Russland ist das „Georgs-Kreuz“ die höchste Auszeichnung für Tapferkeit.